# أليكس كلاوديو
أليكس كلاوديو (بالإنجليزية: Alex Claudio)‏ هو لاعب كرة قاعدة أمريكي، ولد في 31 يناير 1992 في سان خوان في بورتوريكو.

## وصلات خارجية
- أليكس كلاوديو على موقع دوري كرة القاعدة الرئيسي (الإنجليزية)
- أليكس كلاوديو على موقعبيزبول رفرنس.كوم (الدوري الرئيسي) (الإنجليزية)
- أليكس كلاوديو على موقعبيزبول رفرنس.كوم (الدوري الثانوي) (الإنجليزية)
- أليكس كلاوديو على موقع إي إس بي إن.كوم (أم.أل.بي) (الإنجليزية)
- أليكس كلاوديو على موقع مشجعي الرسوم البيانية (الإنجليزية)